# 谢维宽
谢维宽（1962年—）籍贯不详，中国人民解放军少将。

## 生平
谢维宽曾任中国人民解放军总后勤部司令部战勤计划局局长。2011年7月任中国人民解放军总后勤部司令部副军职专员。2012年12月任中国人民解放军总后勤部司令部副参谋长。2015年11月任中国人民解放军后勤学院院长。2017年任中国人民解放军国防大学副校长。
2012年7月晋升少将军衔。